# Torres Carlos Antúnez
Die Torres Carlos Antúnez sind zwei Hochhäuser in der Gemeinde Providencia in Santiago de Chile. Die zwischen 1953 und 1956 von den Architekten Carlos Barella und Isaac Eskenazi entworfenen und 1968 fertiggestellten Türme befinden sich südöstlich der Kreuzung Avenida Providencia mit der Avenida Carlos Antúnez und sind Teil einer größeren Gesamtanlage, die sich südlich mit weiteren Wohngebäuden fortsetzt.

## Lage
Das Areal, auf dem sich die beiden durch eine kommerziell genutzte Galerie miteinander verbundenen Türme erheben, wird nordwestlich durch die Avenida Providencia, östlich durch die Avenida Carlos Antúnez und im Südwesten durch die Kirche Iglesia de Nuestra Señora de la Divina Providencia begrenzt. Parallel zur die Türme verbindenden Galerie verläuft die Straße Dr. Luis Middleton, an die sich südlich eine Vielzahl zur Gesamtanlage gehörender Wohngebäude anschließt. Die Türme liegen mit der Avenida Providencia an einer der Hauptverkehrsachsen der Gemeinde Providencia und zwischen den beiden U-Bahn-Stationen Manuel Montt und Pedro de Valdivia der Linie 1 der Metro de Santiago.

## Architektur
Die beiden markanten Hochhäuser über y-förmigen Grundrissen besitzen bei einer Gesamthöhe von 44,8 Metern jeweils 24 Stockwerke, wobei die oberen 22 Stockwerke Wohnraum sind, während Erd-, erstes Ober- sowie Untergeschoss als Ladenlokale, Büros oder Lagerfläche genutzt werden. Jeder der beiden Türme beherbergt 330 Apartments, 220 Parkplätze für Autos in Tiefgaragen und sechs Aufzüge, von denen vier Erdgeschoss bis 12. Etage und zwei weitere die Etagen 13 bis 24 bedienen.
Grundriss und Anordnung der Türme lassen auf konkrete Einflüsse durch die Tecton Group um die Architekten Berthold Lubetkin, Francis Skinner und Douglas Carr Bailey schließen, die den y-förmigen Grundriss für ihre Projekte Bevin Court (1954 fertiggestellt) und Dorset Estate (1957) wählten. Bei Letztgenanntem findet sich darüber hinaus auch die Kombination aus zwei Türmen über y-förmigen Grundrissen in vergleichbarer Anordnung.

Die südlich der Türme gelegene Wohnsiedlung nimmt dagegen Ideen Le Corbusiers auf, wie dieser sie etwa für seine Ville Radieuse formulierte.

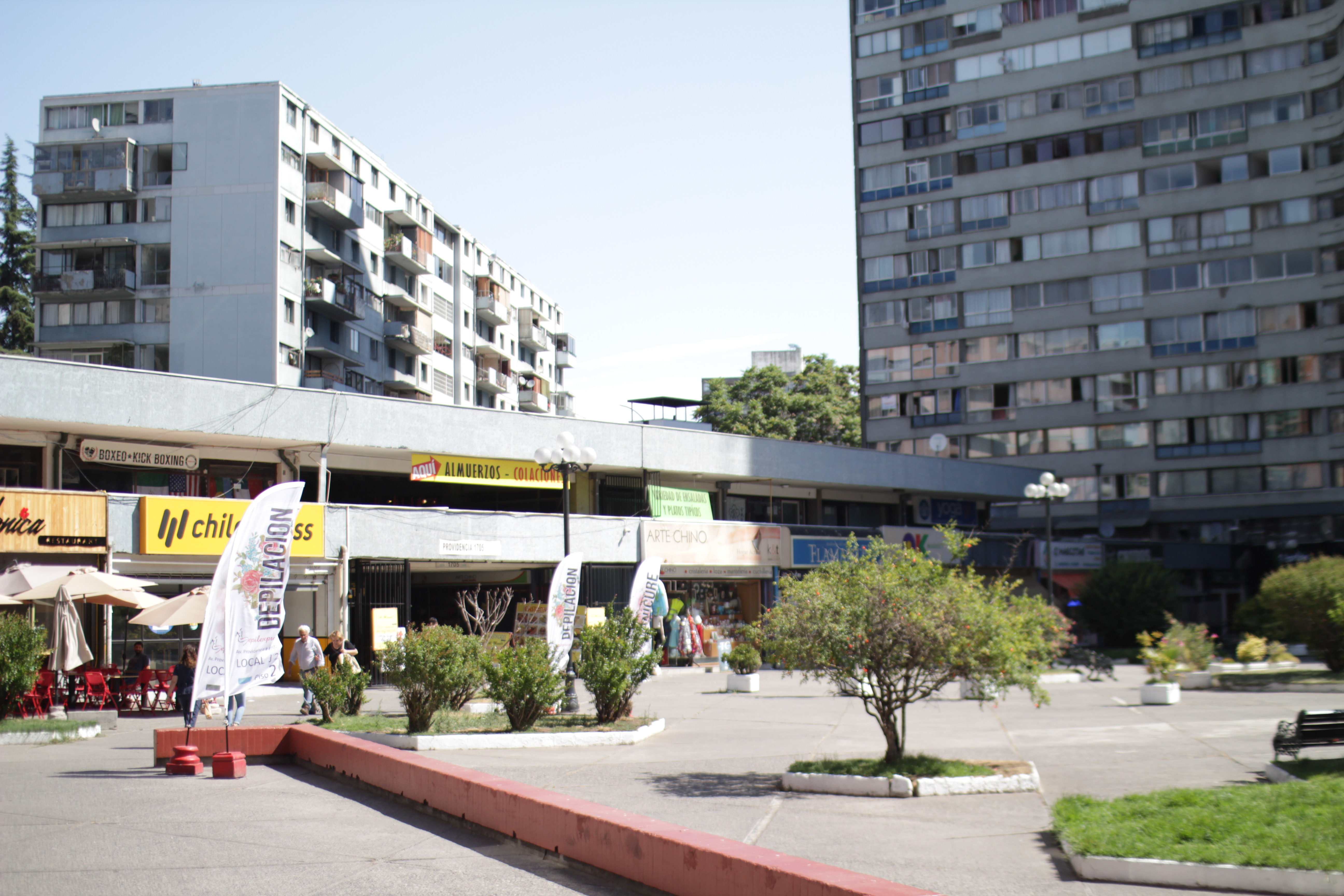
Blick vom zentralen Platz auf Turm A, Galerie und dahinter liegenden Wohnblock
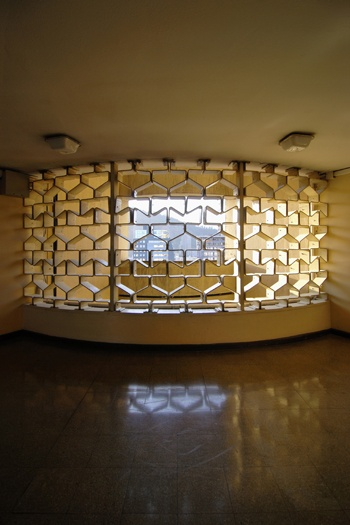
Treppenhaus
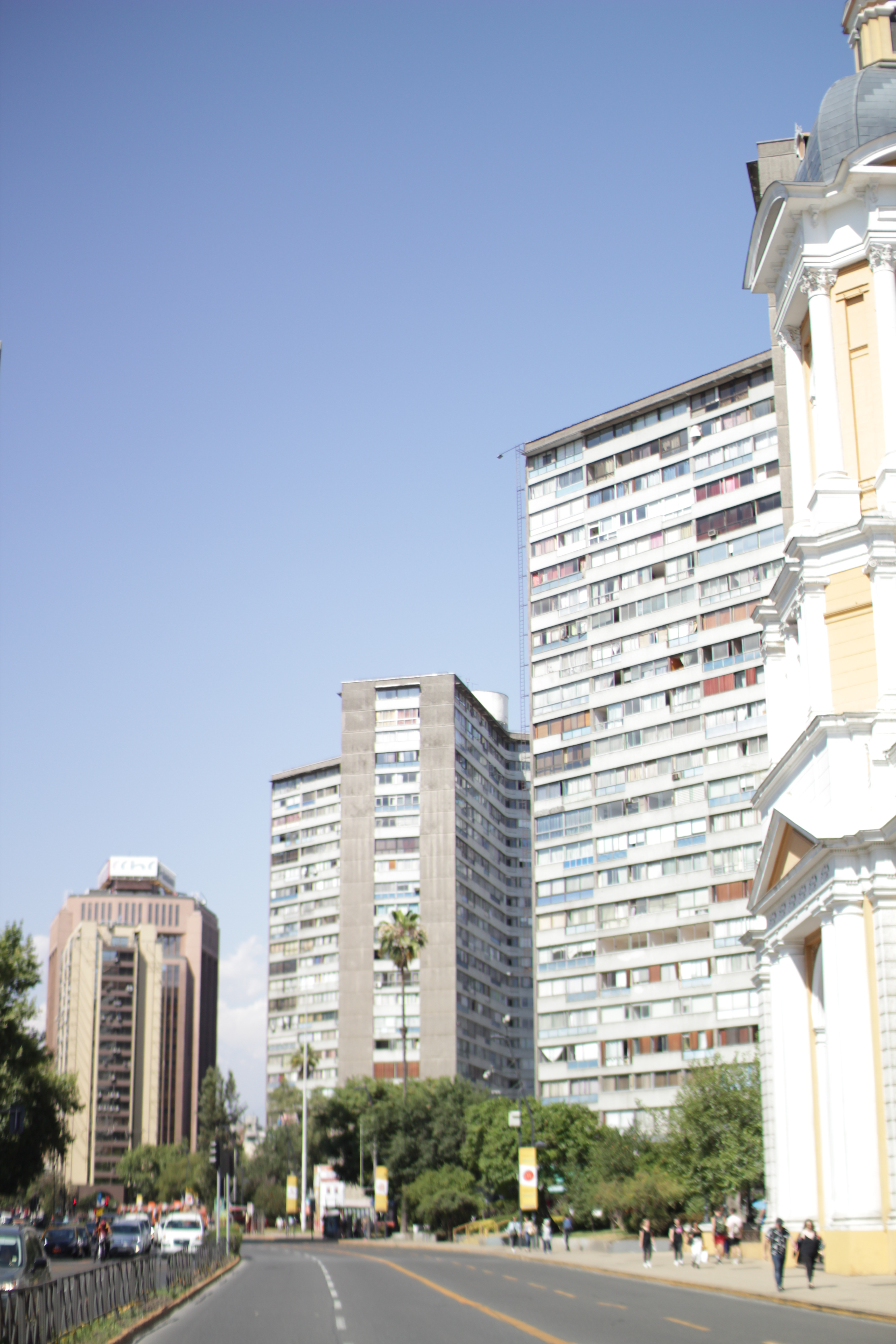
Die Torres Carlos Antúnez (rechts Turm A, links Turm B); vorne rechts die Iglesia de Nuestra Señora de la Divina Providencia
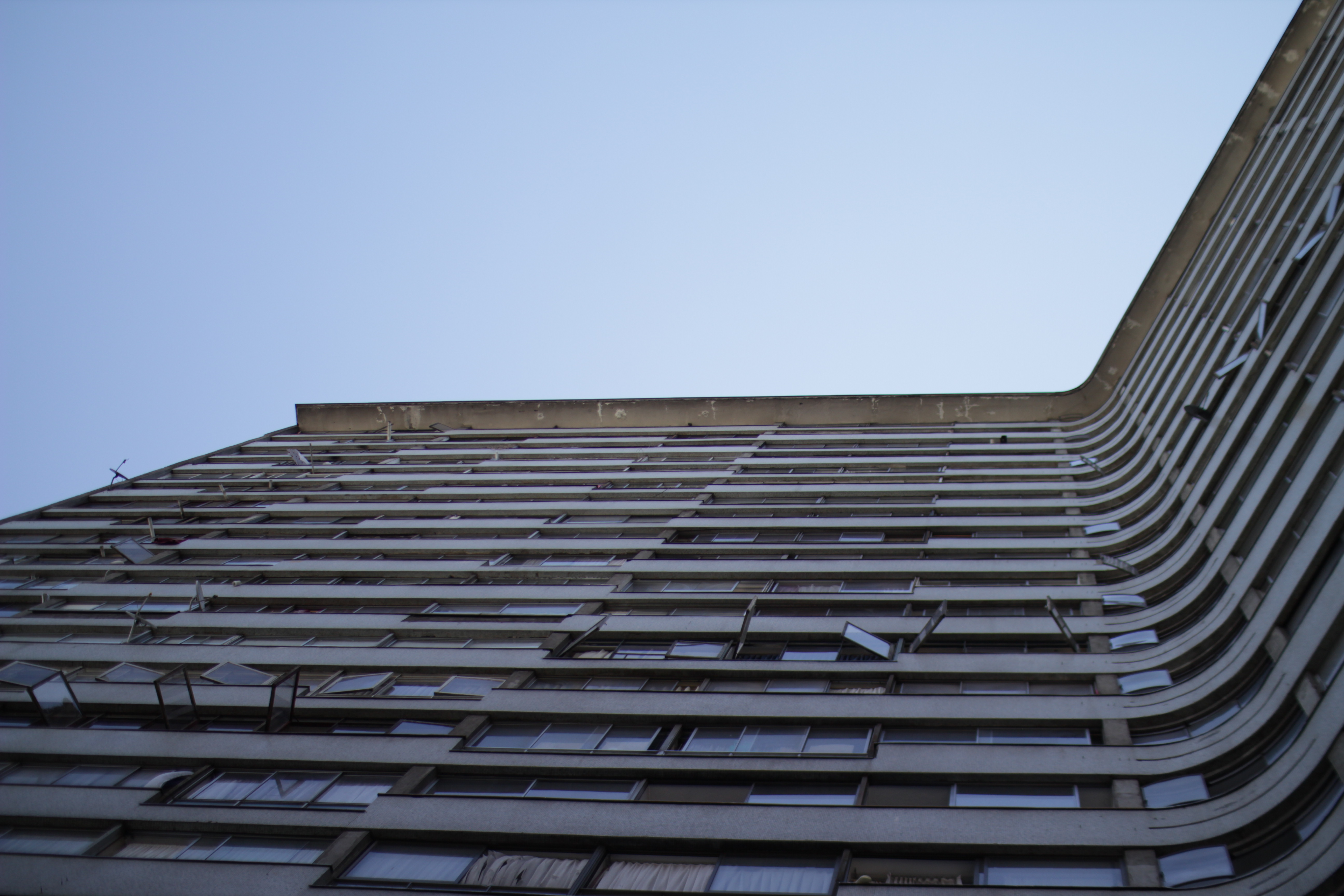
Untersicht auf Fassade Turm A
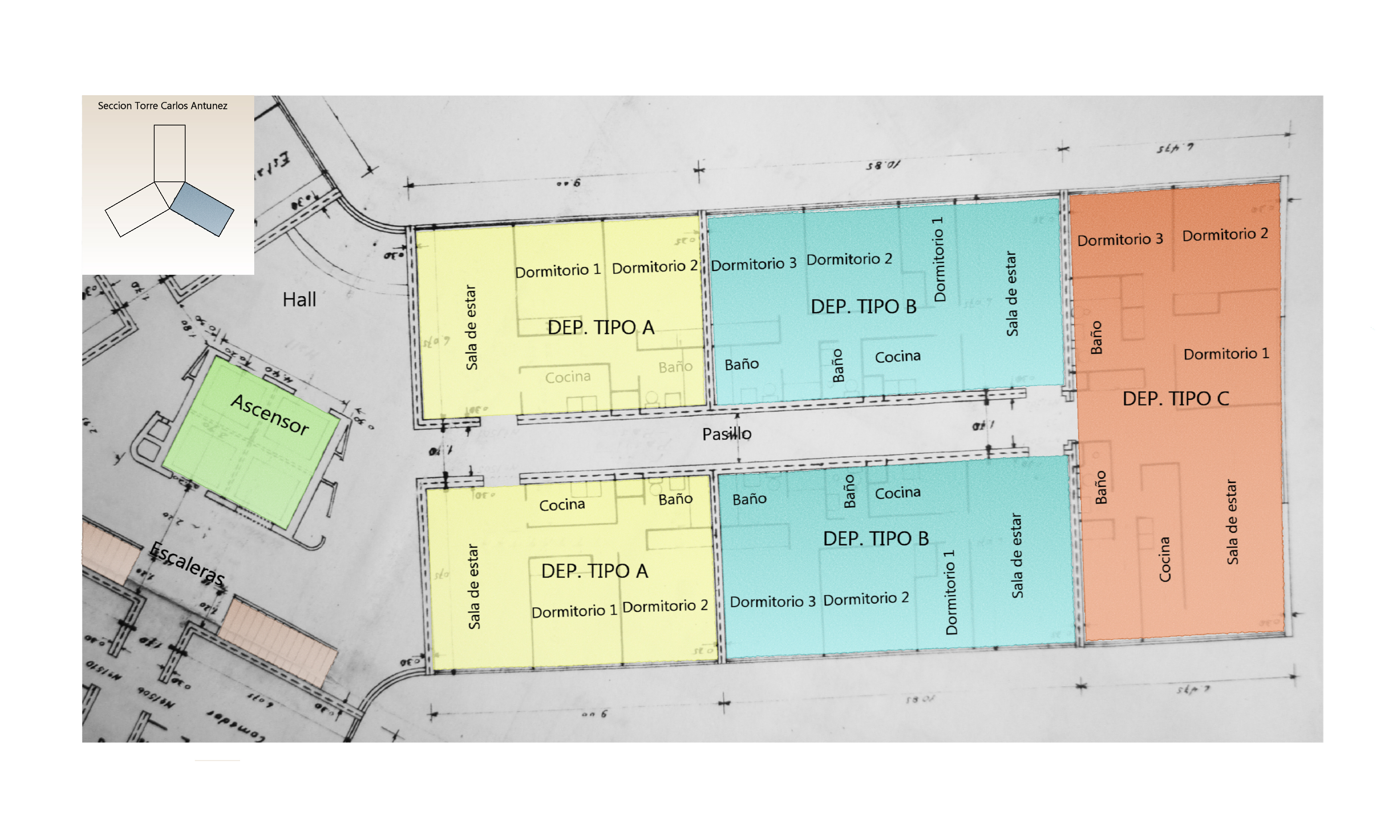
Die drei Appartement-Typen in einem Gebäudeflügel